# Matteo Trombini
Matteo Trombini (Módena, Italia, 25 de abril de 2003) es un futbolista profesional argentino que juega como volante interno en el  Arsenal Fútbol Club.

## Trayectoria
Nacido en la ciudad italiana de Módena, su familia se mudó a la Argentina donde comenzó la práctica del fútbol en las divisiones formativas de Estudiantes de La Plata desde el 2012. Matteo Trombini es un volante polifuncional, volante interno aunque también puede hacerlo por afuera o como segunda contención. Su característica es ser un Jugador  con mucha dinámica, fuerte, de buen juego tanto defensivo como ofensivo, buena pegada en pelota parada. Fue capitán en su división (2003) y fue uno de los capitanes de la reserva. El 9 de junio de 2022 firmó contrato profesional con Estudiantes.
En 2022, Matteo Trombini fue convocado por el DT Ricardo Zielinski e integró los planteles del primer equipo, de los partidos por la Copa de la Liga ante Rosario Central y Colón, y por la Conmebol Libertadores frente a Vélez Sarsfield.
En 2024 logra desvincularse con Estudiantes de la Plata y se convierte en refuerzo de Arsenal de Sarandí donde debuta como titular el 4 de febrero en la primera fecha del torneo Primera Nacional en el empate 1 a 1 ante Güemes de Santiago del Estero. El 18 de febrero de ese año convierte su primer gol en el profesionalismo.

## Clubes
| Club                    | País      | Año          |
| ----------------------- | --------- | ------------ |
| Estudiantes de La Plata | Argentina | 2022-2023    |
| Arsenal de Sarandí      | Argentina | 2024-Actual. |

## Estadísticas
Actualizado al último partido disputado el 23 de junio de 2024. Según Transfermarkt.
| Arsenal de Sarandí Argentina | 2.ª                 | 2024                | 16 | 1 | 2 | 0 | 0 | 0 | 18 | 1 |
| Arsenal de Sarandí Argentina | Total club          | Total club          | 16 | 1 | 2 | 0 | 0 | 0 | 18 | 0 |
| Total en su carrera | Total en su carrera | Total en su carrera | 16 | 1 | 2 | 0 | 0 | 0 | 18 | 0 |
| (1) La copa nacional se refiere a la Copa Argentina. (2) La copa internacional se refiere a la Copa Sudamericana y Copa Libertadores. |                     |                     |    |   |   |   |   |   |    |   |